# East Kilbride
East Kilbride (Schots-Gaelisch: Cille Bhrìghde an Ear) is een geplande stad in het Schotse bestuurlijke gebied South Lanarkshire en telt 73.796 inwoners. Het ligt 15 kilometer ten zuiden van Glasgow en 8 kilometer ten westen van Hamilton. De stad dient als forensenstad voor Glasgow.

## Partnerstad
- Ballerup (Denemarken)

## Geboren in East Kilbride
- John Hunter (1728-1793), chirurg
- John Hannah (1962), acteur
- Blythe Duff (1962), actrice
- Roddy Frame (1964), singer-songwriter, stichter van Aztec Camera
- Adam Sinclair (1977), acteur en filmproducent
- Robert Madden (1978), voetbalscheidsrechter
- Frazer Wright (1979), voetballer